# Juan Egaña
Juan Egaña Risco (Lima, Virreinato del Perú, 31 de octubre de 1769-Santiago, 20 de abril de 1836) fue un filósofo, político, jurista y escritor criollo. Destacó por la formación filosófica y teológica presente en sus escritos y fue uno de los más prestigiosos ideólogos de la Independencia de Chile, redactando la Constitución de dicho país en 1823.

## Primeros años de vida
Fue hijo del chileno Gabriel Paul de Egaña Marín y de la peruana Josefa Risco. Nació y estudió en Lima, donde se graduó de Bachillerato en cánones y leyes por la Universidad San Marcos en 1791. Ese mismo año viajó con su padre a Chile, donde obtuvo el título de abogado en la Real Universidad de San Felipe. En esta casa de estudios, fue profesor de latín y retórica.
En 1793, contrajo matrimonio con la chilena Victoria Fabres González de la Rivera.

## Vida pública
Participó en el proceso de la Independencia desde sus inicios. Diputado por Melipilla en el primer Congreso Nacional (1811), colaboró con Camilo Henríquez en la Aurora de Chile, redactó un reglamento constitucional, fue miembro y presidente del Senado de 1812, y el principal impulsor de la creación del Instituto Nacional en 1813.
Miembro de la Junta de Gobierno de 1813, en 1814 fue desterrado, por Casimiro Marcó del Pont durante la reconquista española, al archipiélago Juan Fernández, donde permaneció hasta 1817 junto con su hijo Mariano Egaña. Ahí escribió su célebre libro Filosofía religiosa (título completo: El chileno consolado en los presidios o filosofía de la religión: Memorias de mis trabajos y reflexiones escritas en el acto de padecer y de pensar), donde explica sus pensamientos de la independencia y cuenta la dura vida en el exilio en Juan Fernández. En 1826 este libro fue publicado en Londres en la Imprenta Española de M. Calero. En 1928 aparecen sus Obras Completas.
También compuso en la primera década revolucionaria un plan cuyo primer capítulo establecía la formación de «el Gran Estado de la América Meridional de los Reinos de Buenos Aires, Chile y Perú y su nombre será el de Dieta Soberana de Sud América».[cita requerida]
Juan Egaña fue además un escritor de ficción: entre 1819 y 1820 publica en doce entregas periodísticas: Cartas pehuenches, o, Correspondencia de dos indios naturales del Pire-Mapu, ó sea la Quarta Thetrarquía en los Andes, el uno residente en Santiago, y el otro en las Cordillerras Pehuenches. El escritor Braulio Arenas, seguido por varios críticos, vio en esta obra la primera manifestación de ficción chilena, aunque la primera intención de su autor parece haber sido poner los cimientos valóricos del naciente Chile. Otros críticos señalan la influencia de las Cartas persas (1721) del escritor francés Montesquieu. 
Tras la caída del gobierno de Bernardo O'Higgins, fue el principal redactor de la Constitución de 1823, texto caracterizado por sus ideas conservadoras y que fue reemplazado por otro 3 años más tarde. A partir de 1824 ocupó escaños en la Cámara de Diputados y en el Senado, desempeñando hasta su muerte una destacado papel en la política chilena, llegando a ser presidente del senado en 1827.
En 1829 publicó en Londres Ocios Filosóficos y Poéticos en la Quinta de las Delicias, obra que reúne tres escritos diferentes: los diálogos, Conversaciones Filosóficas; el melodrama, Al amor Vence el Deber y los poemas, Poesías Fugitivas. En los diferentes diálogos de Conversaciones Filosóficas analiza los problemas de su tiempo usando el futuro imaginado como una crítica social al presente.
La Quinta de las Delicias a la que alude el título de la obra anterior es la casa de la Hacienda de Peñalolén, propiedad de la familia Egaña.

## Obras
- "Proyecto de Constitución para el Estado de Chile" (1811); Escrito por el senador Juan Egaña y presentado en el Congreso Nacional de Chile ; Imprenta del Gobierno, 1813.
- "Memorial Político acerca de la Libertad de Culto en Chile" . Lima: Imprenta de la Libertad, 1817 ". Santiago: Imprenta de Gobierno, 1819-1820. Disponible en Memoria Chilena
- "Constitución Política y Permanente del Estado de Chile de 1823": promulgada el 29 de diciembre. Santiago de Chile: Impr. Nacional, 1823. Disponible en Memoria Chilena
- "El chileno consolado en los presidios o filosofía de la religión; Memorias de mis Trabajos y reflexiones Escritas en el acto de padecer y de Pensar", Londres: Imprenta Española de M. Calero, 1826. 2 v. Disponible en Memoria Chilena
- Colección de algunos escritos políticos, morales, poéticos y filosóficos. Londres: s.n., 1826-1830. 2 v.
- Escritos y servicios del ciudadano Juan Egaña. Santiago: Imprenta de R. Renjifo, 1828.
- Ocios filosóficos y poéticos en la Quinta de las Delicias. Londres: Impreso por D. Manuel Celero, 1829.
- Alegato del Dr. Juan Egaña en el año 1810 dado a la prensa por D. Estanislao Portales Larraín. Santiago, Chile, Imprenta de la Independencia, 1838. Disponible en Memoria Chilena
- Cartas de don Juan Egaña a su hijo Mariano: 1824-1828; introducción de Alfonso Bulnes. Santiago: Sociedad de Bibliófilos Chilenos, 1946.
- Escritos inéditos y dispersos; edición al cuidado de Raúl Silva Castro. Santiago: Imprenta Universitaria, 1949.
- Cartas de don Juan Egaña. 1832-1833; compilado por Raúl Silva Castro. Santiago: Imprenta Universitaria, 1951.